# Словенская академия наук и искусств
Словенская академия наук и искусств (словен. Slovenska akademija znanosti in umetnosti, SAZU) — высшее национальное научное учреждение Словении, объединяющее ученых и художников, избранных в члены Академии благодаря значительным достижениям в области науки и искусства. Миссия Словенской академии науки и искусства — способствовать развитию научной мысли и художественного творчества.
Действует с 12 ноября 1938 года в Любляне. До 1943 года называлась Академия науки и искусства (словен. Akademija znanosti in umetnosti, AZU), во время второй мировой войны получила современное название. Деятельность академии определяется Законом о Словенской академии науки и искусства (словен. Zakon o Slovenski akademiji znanosti in umetnosti), принятом 20 июля 1886 года, с рядом изменений и дополнений, последние из которых были введены 28 июля 1994 года.

## История

### Истоки академии
Хотя Словенская академия наук и искусств возникла только в первой половине XX века, её истоки относятся к 1693 году, то есть к XVII веку, когда возникли Французская академия, Королевское общество в Лондоне и Академия немецких естествоиспытателей в Швейнфурте. В Любляне была образована предшественница сегодняшней академии — Academia operosorum Labacensium — сообщество из двадцати трёх человек, среди которых были юристы, теологи, врачи. Первым председателем сообщества был Янез Крстник Прешерен (словен. Janez Krstnik Prešeren), доктор теологии и любитель-поэт. Academia operosorum открыла путь барочному искусству в Словении, а Любляна стала центром словенского барокко. Члены академии в 1701 году предложили организовать в Любляне первую публичную библиотеку. В конце того же года, по-видимому, по их примеру, возникло общество Academia philharmonicorum Labacensium — первое объединение музыкантов и любителей музыки в Словении.
Academia operosorum Labacensium прекратила своё существование около 1725 года. Однако, спустя сто лет в эпоху Просвещения появилась новая академия (в 1779 году). В возникшее по инициативе Блажа Кумердея сообщество вошли будущие деятели словенского возрождения Марко Похлин, Юрий Япель, Антон Томаж Линхарт. Новые академики занимались в первую очередь словенской историей и языком, а также другими языками, поэзией, риторикой, философией, медициной и правом. Вторая академия вскоре прекратила своё существование, предположительно, по распоряжению властей, и с конца XVIII века наступил долгий период, когда у словенцев не было своего объединения учёных и художников.
Во второй половине XIX века возникла Словенская матица (словен. Slovenska matica), целью которой было всемерное распространение грамотности в Словении, появились также другие просветительские общества, однако, академия наук оставалась лишь мечтой, осуществившейся лишь во время так наз. первой Югославии.

### История развития Словенской академии наук и искусств
Деятельным организатором Академии был филолог Фран Рамовш, много сил отдавший развитию организации науки в Словении в начале XX века. Когда в 1919 году возник университет в Любляне, Научное гуманитарное общество с помощью Словенской матицы, Народной галереи (словен. Narodna galerija) и общества «Юрист» (словен. Pravnik) начало подготовительные работы, и в 1938 году они были успешно завершены. Перед открытием Академии были избраны первые восемнадцать членов академии, а 4 января следующего года по королевскому указу был избран её первый председатель — славист Райко Нахтигал.
Во время Второй мировой войны Академия не прекратила своего существования и продолжала деятельность (в основном, издательскую) под руководством Милана Видмара. После окончания войны академия была переструктурирована: вместо первоначальных четырёх отделений вначале возникло пять, затем шесть, возникали новые институты и секции. Сформировалась академия институтского типа по образцу Академии наук СССР, однако с 1955 года до 1958 года из её состава сначала вышли большие технические институты — институт физики им. Йоже Стефана (словен. Fizikalni inštitut Jožefa Stefana), институт химии им. Бориса Кидрича (словен. Kemični inštitut Borisa Kidriča), электротехнический институт (словен. Inštitut za elektriško gospodarstvo) и наконец институт турбомашин (словен. Inštitut za turbinske stroje). В ведении Академии остались гуманитарные и некоторые естественнонаучные институты. В это время была отменена автономия академии (законы 1948 года и 1949 года), возвращённая ей лишь по закону 1980 года. В послевоенные годы значительно возросла продуктивность академии, особенно в период с 1952 года по 1976 год, во время председательствования словенского литературного критика Йосипа Видмара.
После Второй мировой войны Словенская академия наук и искусств осуществила целый ряд важных для Словении проектов, например, подготовила Словарь словенского литературного языка (словен. Slovar slovenskega knjižnega jezika) и Словенский биографический словарь (словен. Slovenski biografski leksikon).
В 1981 году гуманитарные и естественнонаучные институты были объединены в Научно-исследовательский центр САНИ словен. Znanstvenoraziskovalni center SAZU), основная цель которого — исследования в области прошлого и настоящего Словении.
В 1994 году был принят закон об Академии, который гарантировал ей автономию и независимость её деятельности. Словенская академия встала в один ряд с другими европейскими академиями наук, заключила договоры о сотрудничестве примерно с тридцатью академиями, стала членом международных научных и академических организаций. Биофизик Боштьян Жекш, председатель Академии с 2002 года до 2008 года, продолжал широкое международное сотрудничество Словенской академии в разных областях науки и искусства.

## Структура Словенской академии наук и искусств
Словенская академия наук и искусств состоит из 6 секций (словен. razred), по областям науки две из них дополнительно делятся на отделения (oddelok):
- I секция исторических и общественных наук (секретарь секции — акад. Славко Сплицхал). Секцию составляют два отделения:

1. отделение исторических наук (руководитель акад. Биба Тержан);
2. отделение общественных наук (руководитель акад. Йоже Менцингер).

- II секция филологии и литературоведения (секретарь секции — ч.-к. Марко Сной).
- III секция математических, физических, химических и технических наук (секретарь отделения — акад. Франц Форстнерич). Секцию составляют два отделения:

1. отделение математики, физики и химии (руководитель ч.-к. Матей Брежар);
2. отделение технических наук (руководитель акад. Иван Братко).

- IV секция естественных наук (секретарь секции — акад. Татьяна Авшич-Жупанц).
- V секция искусств (секретарь секции — акад. Милчек Комель).
- VI секция медицины (секретарь секции — ч.-к. Грегор Сержа).[2]

Кроме того, в структуру Словенской академии наук и искусств входят:
- отдел международного сотрудничества и координации научных исследований;
- библиотека САНИ — третья по величине библиотека Словении.

Академия учредила также Научно-исследовательский центр САНИ (словен. Znanstvenoraziskovalni center SAZU (ZRC SAZU)), объединяющий 17 институтов и исследовательских групп.

## Председатели академии
- Райко Нахтигал, славист (1939—1942)
- Милан Видмар, инженер-электротехник, шахматист, философ и писатель (1942—1945)
- Франце Кидрич, историк (1945—1950)
- Фран Рамовш, филолог (1950—1952)
- Йосип Видмар, литературный критик (1952—1976)
- Янез Милчински[словен.], специалист по судебной медицине (1976—1992)
- Франце Берник[словен.], историк литературы (1992—2002)
- Боштьян Жекш[словен.], биофизик (2002—2008)
- Йоже Тронтель[англ.], врач-невролог (2008—2013)
- Марко Мушич[словен.], архитектор (2014)
- Тадей Байд[словен.], электротехник (2014—2020)
- Петер Штих[словен.], историк (с 2020).

## Члены академии
В личном составе Словенской академии наук и искусств различается несколько степеней членства в зависимости от заслуг перед словенской наукой или искусством, словенского происхождения или гражданства
- Действительный/ординарный член (словен. redni član), который также может называться «академиком»;
- Экстраординарный член (izredni član), предполагающий меньшие заслуги по сравнению с академиками — приблизительно соответствующий российскому статусу члена-корреспондента. Ординарными и экстраординарными членами могут быть избраны деятели науки или искусства, обладающие гражданством Словении либо, при его отсутствии, словенским происхождением и активной связью со страной.
- Иностранный член (dopisni član, то есть «член-корреспондент» в старом значении этого термина) — при отсутствии словенского гражданства или происхождения, на фоне соответствия другим требованиям для действительного члена и особо важных заслуг перед наукой или искусством Республики Словении;
- Почётный член (častni član).

На 5 июня 2025 года количество действительных членов академии — 73, экстраординарных членов — 18, иностранных членов — 89. Среди последних Россию представляют Е. В. Болдырева и Л. В. Куркина.
В нижеследующей таблице перечислены все действующие (живые) на момент составления или обновления списка действительные члены SAZU с указанием дат рождения и избрания, а также принадлежности к секции академии и основной специализации. Таблица сортируема во всем колонкам; по умолчанию члены отсортированы по секциям, внутри них — по фамилиям в порядке русского алфавита.
| Имя                   | Дата рождения         | Избрание академиком | Избрание членом- корреспондентом | Секция | Специализация                                       | Ссылки |
| --------------------- | --------------------- | ------------------- | -------------------------------- | ------ | --------------------------------------------------- | ------ |
| Братож, Райко         | 17 февраля 1952 года  | 2001                | 1995                             | СИОН   | история древнего мира                               | [ 5 ]  |
| Водопивец, Петр       | 7 июля 1946 года      | 2025                | 2019                             | СИОН   | история                                             | [ 6 ]  |
| Жижек, Славой         | 21 марта 1949 года    | 2013                | 2005                             | СИОН   | культурология и социальная философия                | [ 7 ]  |
| Краньц, Янез          | 11 мая 1949 года      | 2025                | 2019                             | СИОН   | история права                                       | [ 8 ]  |
| Млинар, Здравко       | 30 января 1933 года   | 1987                | 1981                             | СИОН   | социология                                          | [ 9 ]  |
| Павчник, Мариян       | 9 декабря 1946 года   | 2009                | 2003                             | СИОН   | философия и теория государства и права              | .      |
| Пирьевец, Йоже        | 1 июня 1940 года      | 2009                | 2005                             | СИОН   | история международных отношений                     | [ 11 ] |
| Салецл, Рената        | 9 января 1962 года    | 2025                | 2017                             | СИОН   | философия, социология, теория права                 | [ 12 ] |
| Сплицхал, Славко      | 14 июня 1947 года     | 2009                | 2003                             | СИОН   | коммуникация                                        | [ 13 ] |
| Тержан, Биба          | 25 июля 1947 года     | 2007                | 2001                             | СИОН   | археология                                          | [ 14 ] |
| Хёфлер, Янез          | 11 декабря 1942 года  | 2023                | 2017                             | СИОН   | история искусств и музыковедение                    | [ 15 ] |
| Хрибар, Тине          | 28 января 1941 года   | 2001                | 1995                             | СИОН   | философия                                           | [ 16 ] |
| Шелих, Аленка         | 2 сентября 1933 года  | 2003                | 1997                             | СИОН   | уголовное право                                     | [ 17 ] |
| Штих, Петер           | 27 ноября 1960 года   | 2015                | 2007                             | СИОН   | раннесредневековая история Словении                 | [ 18 ] |
| Есеншек, Марко        | 14 марта 1960 года    | 2023                | 2017                             | СФЛ    | языковедение                                        | [ 19 ] |
| Желе, Андрея          | 7 августа 1963 года   | 2025                | 2019                             | СФЛ    | языковедение, славистика                            | [ 20 ] |
| Кмецл, Матьяж         | 23 февраля 1934 года  | 2003                | 1997                             | СФЛ    | история и теория литературы                         | [ 21 ] |
| Кос, Янко             | 9 марта 1931 года     | 1983                | 1977                             | СФЛ    | сравнительное литературоведение и теория литературы | [ 22 ] |
| Крашовец, Йоже        | 20 апреля 1944 года   | 1995                | 1991                             | СФЛ    | теология, история религии, религиозная антропология | [ 23 ] |
| Мавер, Игорь          | 1 декабря 1960 года   | 2025                | 2019                             | СФЛ    | история литературы                                  | [ 24 ] |
| Сной, Марко           | 19 апреля 1959 года   | 2021                | 2015                             | СФЛ    | индоевропейская лингвистика                         | [ 25 ] |
| Станоник, Мария       | 23 мая 1947 года      | 2021                | 2015                             | СФЛ    | история литературы, этнология                       | [ 26 ] |
| Байд, Тадей           | 19 января 1949 года   | 2009                | 2003                             | СМФХТН | электротехника и робототехника                      | [ 27 ] |
| Братко, Иван          | 10 июня 1946 года     | 2003                | 1997                             | СМФХТН | компьютерные науки                                  | [ 28 ] |
| Брешар, Матей         | 26 сентября 1953 года | 2021                | 2015                             | СМФХТН | математика                                          | [ 29 ] |
| Глобевник, Йосип      | 6 декабря 1945 года   | 1989                | 1985                             | СМФХТН | математика                                          | [ 30 ] |
| Грабец, Игорь         | 17 ноября 1939 года   | 2001                | 1995                             | СМФХТН | физика плазмы                                       | [ 31 ] |
| Джерала, Роман        | 24 января 1962 года   | 2025                | 2019                             | СМФХТН | биохимия и синтетическая биология                   | [ 32 ] |
| Жегш, Боштьян         | 26 июня 1940 года     | 1991                | 1987                             | СМФХТН | физика, нейробиология                               | [ 33 ] |
| Кнез, Желько          | 26 августа 1954 года  | 2023                | 2017                             | СМФХТН | технологическая химия                               | [ 34 ] |
| Краль, Алойз          | 12 марта 1937 года    | 1997                | 1993                             | СМФХТН | функциональная электростимуляция                    | [ 35 ] |
| Крижан, Петр          | 21 мая 1958 года      | 2023                | 2017                             | СМФХТН | физика                                              | [ 36 ] |
| Пирц, Раша            | 15 июня 1940 года     | 2015                | 2007                             | СМФХТН | физика                                              | [ 37 ] |
| Становник, Бранко     | 11 августа 1938 года  | 1995                | 1991                             | СМФХТН | органическая химия                                  | [ 38 ] |
| Томажевич, Миха       | 19 сентября 1942 года | 2009                | 2001                             | СМФХТН | сейсмостойкое строительство                         | [ 39 ] |
| Турк, Вито            | 27 июня 1937 года     | 2013                | 2005                             | СМФХТН | биохимия, молекулярная биология                     | [ 40 ] |
| Фаджфар, Питер        | 27 мая 1943 года      | 1993                | 1989                             | СМФХТН | гражданское строительство                           | [ 41 ] |
| Форстернич, Франк     | 1 мая 1958 года       | 1993                | 1989                             | СМФХТН | математика                                          | [ 42 ] |
| Эмри, Игорь           | 22 мая 1952 года      | 2013                | 2005                             | СМФХТН | экспериментальная механика                          | [ 43 ] |
| Авшиц-Жупанс, Татьяна | 11 июля 1957 года     | 2015                | 2007                             | СЕН    | микробиология                                       | [ 44 ] |
| Андерлух, Грегор      | 15 июля 1969 года     | 2023                | 2017                             | СЕН    | биотехнологии                                       | [ 45 ] |
| Гавровшек, Франси     | 20 октября 1968 года  | 2023                | 2015                             | СЕН    | физика                                              | [ 46 ] |
| Гогала, Матия         | 11 декабря 1937 года  | 1997                | 1991                             | СЕН    | энтомология                                         | [ 47 ] |
| Зорек, Роберт         | 23 января 1958 года   | 2007                | 2001                             | СЕН    | биология и патофизиология                           | [ 48 ] |
| Зупанчич, Митя        | 25 декабря 1931 года  | 2001                | 1993                             | СЕН    | лесоводство                                         | [ 49 ] |
| Крайгер, Хойка        |                       | 2025                | 2019                             | СЕН    | лесная физиология и генетика                        | [ 50 ] |
| Крефт, Иван           | 23 ноября 1941 года   | 2003                | 1997                             | СЕН    | генетика                                            | [ 51 ] |
| Мачек, Йоже           | 28 октября 1929 года  | 1995                | 1989                             | СЕН    | фитопатология                                       | [ 52 ] |
| Бракуша, Мирко        | 19 февраля 1963 года  | 2025                | 2019                             | СИ     | скульптура                                          | [ 53 ] |
| Графенауэр, Нико      | 5 декабря 1940 года   | 2009                | 2003                             | СИ     | поэзия, проза, публицистика, история литературы     | [ 54 ] |
| Деклева, Милан        | 17 октября 1946 года  | 2023                | 2017                             | СИ     | поэзия, проза, драматургия                          | [ 55 ] |
| Емец, Андрей          | 29 ноября 1934 года   | 2001                | 1995                             | СИ     | живопись, скульптура, дизайн                        | [ 56 ] |
| Есих, Милан           | 14 апреля 1950 года   | 2025                | 2019                             | СИ     | поэзия, драматургия, переводы                       | [ 57 ] |
| Комель, Мильчек       | 16 ноября 1948 года   | 2017                | 2011                             | СИ     | искусствовед                                        | [ 58 ] |
| Лебич, Лойзе          | 23 августа 1934 года  | 1995                | 1991                             | СИ     | музыка                                              | [ 59 ] |
| Мухович, Йожеф        | 22 декабря 1954 года  | 2023                | 2017                             | СИ     | философия                                           | [ 60 ] |
| Мушич, Марко          | 30 января 1941 года   | 1995                | 1989                             | СИ     | архитектура                                         | [ 61 ] |
| Новак, Борис          | 3 декабря 1953 года   | 2025                | 2017                             | СИ     | поэзия, драматургия                                 | [ 62 ] |
| Ройко, Урощ           | 9 сентября 1954 года  | 2021                | 2015                             | СИ     | музыка                                              | [ 63 ] |
| Симчич, Зорко         | 19 ноября 1921 года   | 2011                | 2005                             | СИ     | поэзия, проза, драматургия, публицистика            | [ 64 ] |
| Шенк, Нина            | 14 февраля 1982 года  | 2025                | 2019                             | СИ     | музыка                                              | [ 65 ] |
| Янчар, Драго          | 13 апреля 1948 года   | 2001                | 1995                             | СИ     | проза, драматургия, публицистика                    | [ 66 ] |
| Кордаш, Марьян        | 17 августа 1931 года  | 2001                | 1995                             | СМН    | патофизиология                                      | [ 67 ] |
| Ламовец, Янез         | 14 апреля 1941 года   | 2015                | 2007                             | СМН    | патологоанатомия                                    | [ 68 ] |
| Ноч, Марко            | 6 марта 1963 года     | 2023                | 2017                             | СМН    | кардиология                                         | [ 69 ] |
| Петерлин, Матия       | 4 июля 1947 года      | 2013                | 2005                             | СМН    | биохимия и микробиология                            | [ 70 ] |
| Розман, Блаж          | 29 сентября 1944 года | 2013                | 2005                             | СМН    | терапевтия                                          | [ 71 ] |
| Светина, Саша         | 16 октября 1935 года  | 2001                | 1995                             | СМН    | биофизика                                           | [ 72 ] |
| Серша, Грегор         | 4 марта 1956 года     | 2021                | 2015                             | СМН    | молекулярная биология                               | [ 73 ] |
| Скетель, Янез         | 23 июля 1947 года     | 2007                | 2001                             | СМН    | патофизиология                                      | [ 74 ] |
| Стрле, Франк          | 18 февраля 1949 года  | 2009                | 2003                             | СМН    | эпидемиология                                       | [ 75 ] |
| Ферлуга, Душан        | 28 мая 1934 года      | 1997                | 1993                             | СМН    | патологоанатомия                                    | [ 76 ] |
| Черчек, Боян          | 20 сентября 1949 года | 2015                | 2007                             | СМН    | терапевтия                                          | [ 77 ] |

Самым возрастным из ныне живущих словенских академиков является писатель Зорко Симчич (род. 1921), самым молодым — композитор  Нина Шенк (род. 1982). Самый большой академический стаж имеет литературовед Янко Кос (член-корреспондент — с 1977, академик — с 1983). Более подробно распределение по возрастам показано на гистограмме: